# Улица Раде Кончара (Сомбор)
| Улица Раде Кончара | Улица Раде Кончара   |
| ------------------ | -------------------- |
|                    |                      |
| Почетак            | Венац Петра Бојовића |
| Крај               | Улица Матије Гупца   |
| Дужина             | око 430 m            |
| Ширина             | 5 до 6 m             |
| Створена           |                      |
| Названа            |                      |
| Стари називи       | Светог Роке          |
|                    |                      |
|                    |                      |
| Поглед на улицу    |                      |

Улица Раде Кончара је једна од старијих градских улица у Сомбору, седишту Западнобачког управног округа. Протеже се правцем који повезује Венац Петра Бојовића, и на другој страни Улицу Матије Гупца. Дужина улице је око 430 м.

## Улице у Сомбору
Почетком 20. века (1907) Сомбор је био подељен на пет градских квартова (Унутрашња варош, Горња варош, Црвенка, Млаке или Банат и Селенча) и било је 130 улица. Данас у Сомбору има око 330 улица.
Некада квартови, данас Месне заједнице, којих на подручју Града Сомбора има 22. Сам Град има 7 месних заједница (Црвенка, Горња Варош, Млаке, Нова Селенча, Селенча, Стара Селенча и Венац), док су осталих 15 у осталим насељеним местима.
Улица Раде Кончара припада Месној заједници Горња Варош коју чини 108 улица, и која се налази се у северозападном делу града.

## Назив улице
Улица је у прошлости носила назив Светог Роке. Улица данас носи назив Раде Кончара. Након Другог светског рата улице су добијале нова имена, најчешће револуционара и партизанских хероја, или појмова и места везаних за антифашистичку борбу, па је тако улица добила име по Радету Кончару.
- Раде Кончар (1911 - 1942) је био комунистички револуционар, народни херој Југославије. Након његове смрти Тринаеста пролетерска ударна бригада Народноослободилачке војске Југославије је је добила име по њему.[6]

## Суседне улице
- Матије Гупца
- Суботичка
- Раде Дракулића
- Венац Петра Бојовића

## Улицом Раде Кончара
Улица Раде Кончара је улица у којој се углавном налазе стамбене куће и зграде новије градње, неколико продајних објеката, фирми, угоститељских објеката. На углу са Венцем Петра Бојовића налази се зграда у којој је смештена Банка Поштанска штедионица.

### Значајније институције и објекти у улици
Тренутно се у улици налази:
- Плави чуперак - дечија играоница, на броју 9
- Карибо ресторан, на броју 12
- Сомбор Гас, на броју 30
- Паб Папас, на броју 4

## Галерија
- Карибо ресторан
- Паб Папас
- Поглед на улицу
- Банка Поштанска штедионица